# James Dwight Dana
James Dwight Dana (født 12. februar 1813, død 14. april 1895) var en amerikansk geolog, mineralog og zoolog. Han var far til Edward Salisbury Dana.
Dana udførte nogle banebrydende studier i bjergdannelse, vulkansk aktivitet og oprindelsen og strukturen af kontinenter og have over hele verden.

## Priser
Dana blev tildelt Copleymedaljen af Royal Society i 1877, Wollastonmedaljen af Geological Society of London i 1874 og Clarkemedaljen af Royal Society of New South Wales i 1882.

## Navngivet efter Dana
- Mount Dana (og den nærliggende Dana Meadows) i Sierra Nevada, Californien, USA
- Dorsa Dana (en dorsum) på Månen
- Danalit, et mineral.
- Dana Passage i Puget Sound, USA
- Dana, et nedslagskrater på Mars
- Danamedaljen fra Mineralogical Society of America blev navngivet efter Dana og hans søn Edward Salisbury Dana.
- James Dwight Dana House i New Haven, Connecticut som blev erklæret historisk i 1965.
- Den fossile dolkhale Euproops danae